# モホリ＝ナジ・ラースロー
モホリ＝ナジ・ラースロー（Moholy-Nagy László [ˈmoholi ˌnɒɟ ˈlaːsloː] 1895年7月20日 - 1946年11月24日）はハンガリー出身の写真家、画家、タイポグラファー、美術教育家。本名はヴェイス・ラースロー（Weisz László）。

## 経歴
ハンガリー、バーチ・キシュクン県のバーチボルショード村生まれ。指揮者のゲオルク・ショルティは再従兄弟にあたる。ブダペスト大学で法律を学んだが第一次世界大戦に出征して手に負傷して帰還した。当時の戦友は「彼は詩人であり、壕のなかで詩をつくり、戦争を嫌って泣いていた。手の負傷もおそらく彼の帰還を願う心が、自らつくった行為であろう」と言っている。
その後絵画を研究した立体派や表現派に興味を持ち、前衛雑誌『A Tett』に参加したり、 カッシャーク・ラヨシュ（Kassák Lajos 、1887年 - 1967年 ）のグループの前衛雑誌『MA』に参加するなどして、すでに構成主義的な芸術表現を志向していた（ハンガリー・アヴァンギャルド）。
政治的流動化（秋薔薇革命ハンガリー革命ハンガリー・ルーマニア戦争）のためにドイツに亡命した後は美術家として数年活動したのちヴァルター・グロピウスと出会った。1919年バウハウスに招聘され、1923年教授となり、写真を中心に建築、工芸、絵画、彫刻、舞台装置など広い分野にわたって制作活動を行なった。写真やタイポグラフィを積極的に基礎教育に取り入れるなど革新的なアイデアを用い、バウハウスの教育方針に影響を与えた。バウハウス叢書の1冊として1925年に刊行された『絵画・写真・映画』（Malerei, Fotografie, Film）は美術界に大きな影響を残した。1928年にバウハウスを辞し、ベルリンに自分自身のデザイン・スタジオを開設した。
1929年2月には、ベルリンのクロル歌劇場でオッフェンバック作曲の歌劇『ホフマン物語』(指揮:クレンペラー)の舞台美術を担当した。
1933年、ナチスが政権を獲得したため、その後はアムステルダム、ロンドンで美術評論やデザイン活動を行ない、1937年に米国へ亡命し、シカゴにニュー・バウハウスを設立し、バウハウスのデザイン教育理念を新天地アメリカに根付かせようと奔走、1944年にはシカゴデザイン研究所（en）に発展させた。
ここでの教育方式はイリノイ工科大学に引き継がれ、石元泰博をはじめ日本人も多く学び、理念は現在まで残っている。
写真家としては、前衛的かつ実験的なフォトグラムやフォトモンタージュなどの写真作品を多く制作し、ドイツ新興写真（ノイエ・フォト）の雄の1人として世界に名を馳せた。バウハウスにおいて写真の分野が隆盛を誇ることができたのも、モホリ=ナジによる積極的な作品の発表に拠るところが大きい。
1946年死の直前に『動きのなかの視覚』（Vision in Motion ）を出版、視覚芸術に関する名著として知られる。写真に関しても記述があるが、『絵画・写真・映画』の構成主義的合目的性よりもより社会的、心理学的な要素が大きくなっている。
ナジの所説の影響はアンリ・カルティエ＝ブレッソンの初期作品、エルンスト・B・ハースによる写真の創造性と詩の関連における思考に見られる。
1946年11月24日、白血病により死去。
現在、ハンガリーには彼の名前を冠した国立モホリ＝ナジ芸術大学（Moholy-Nagy Művészeti Egyetem ）がある。

## 作品

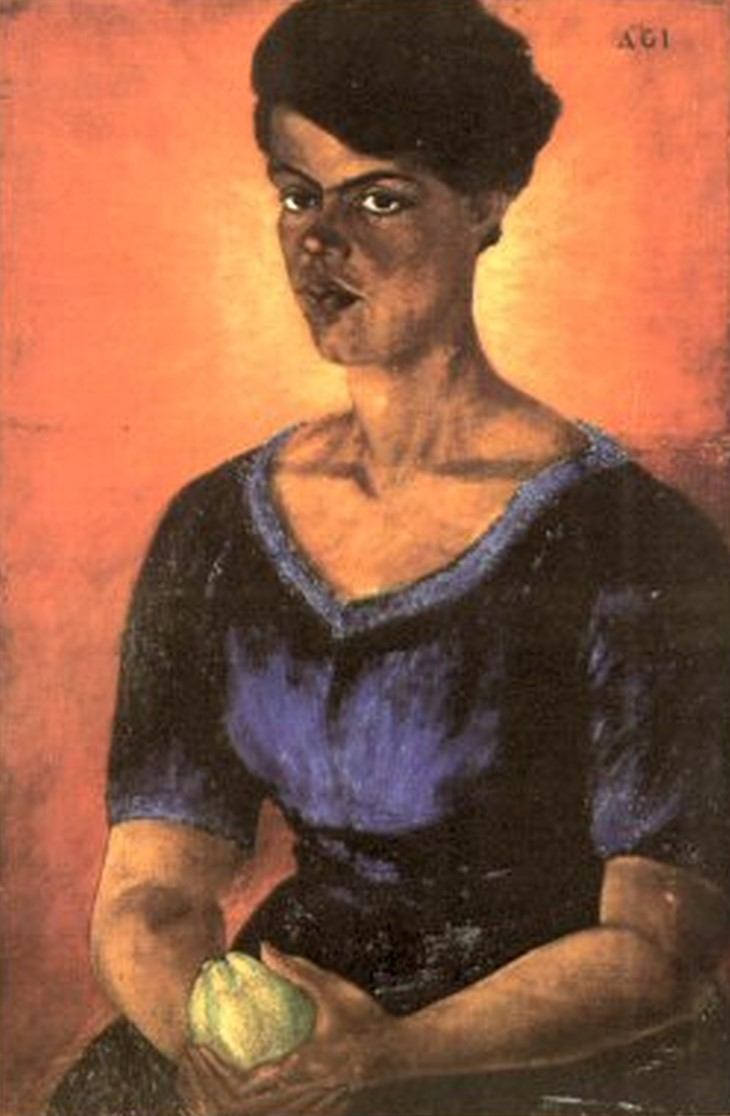
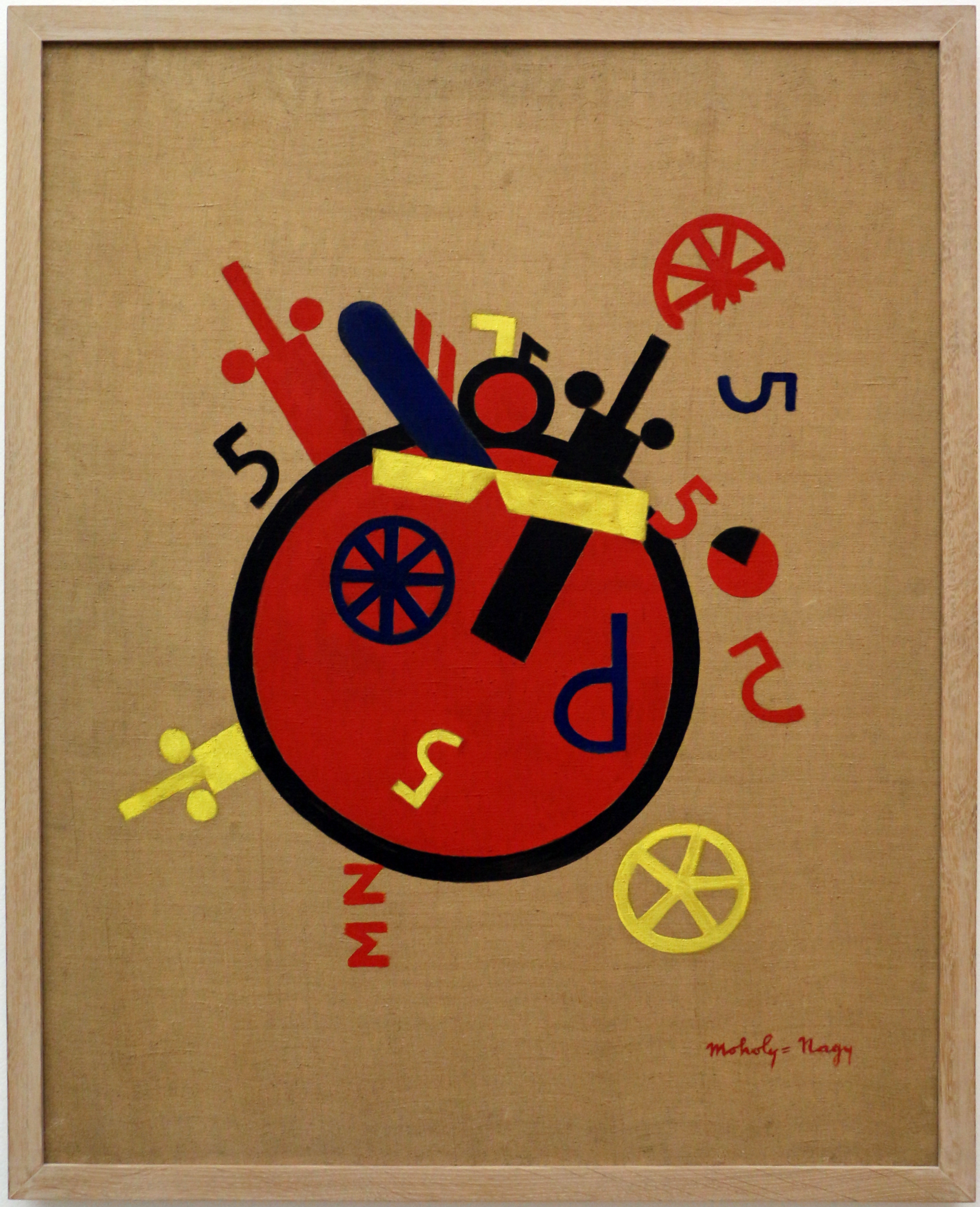
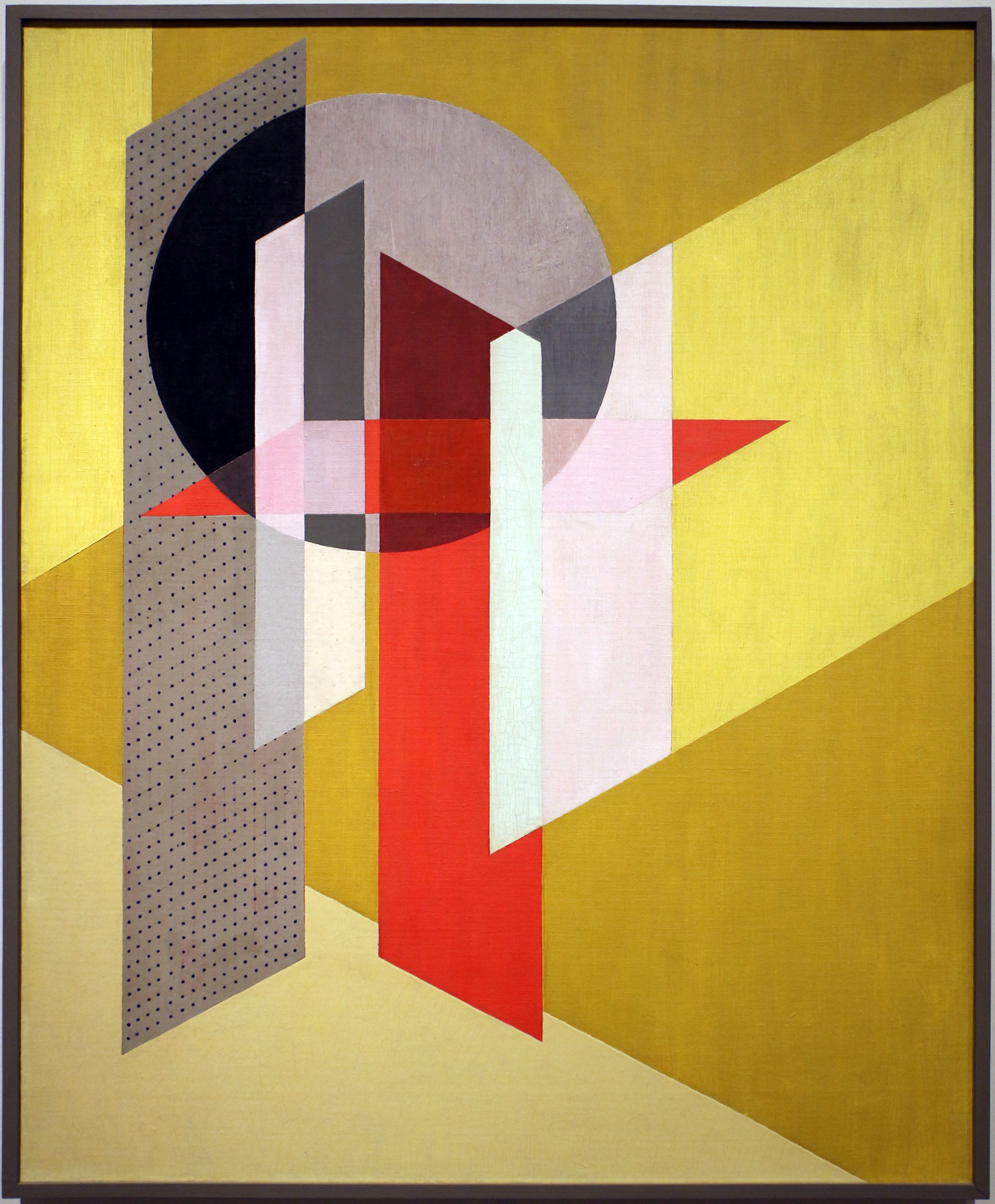
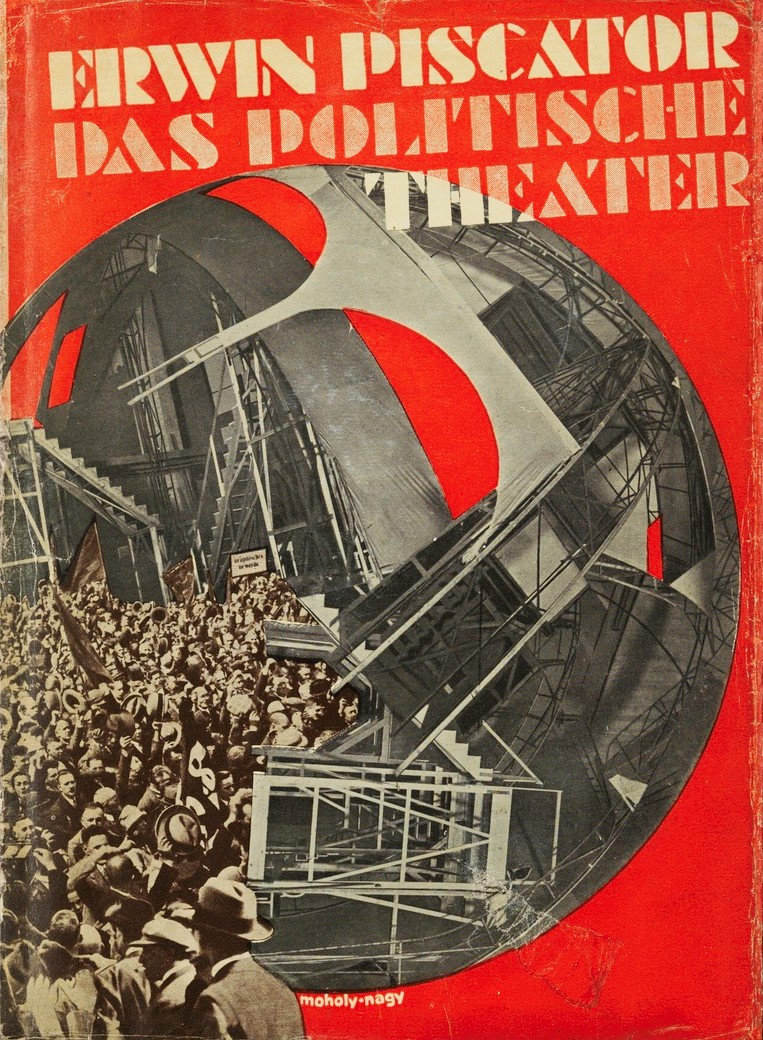
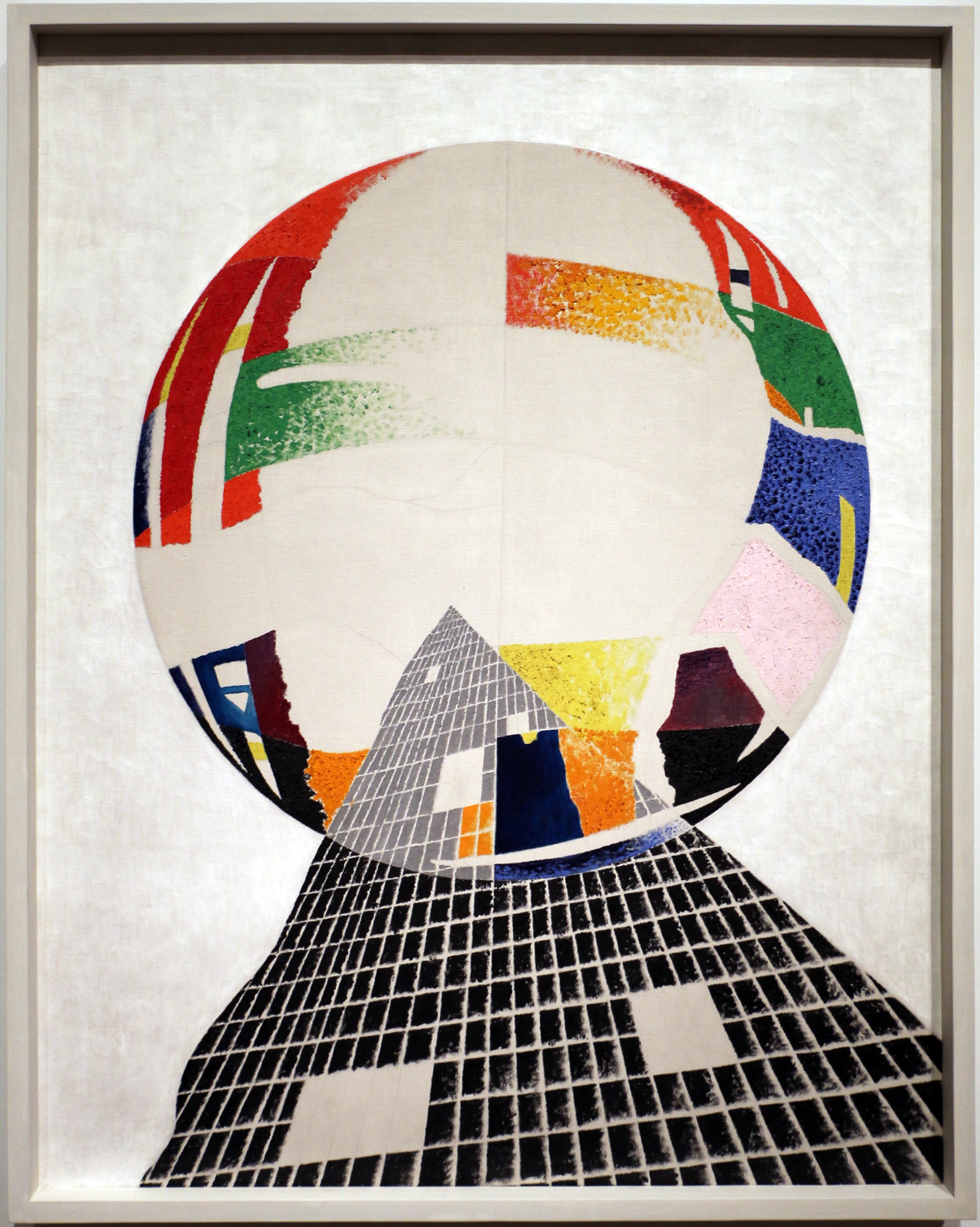
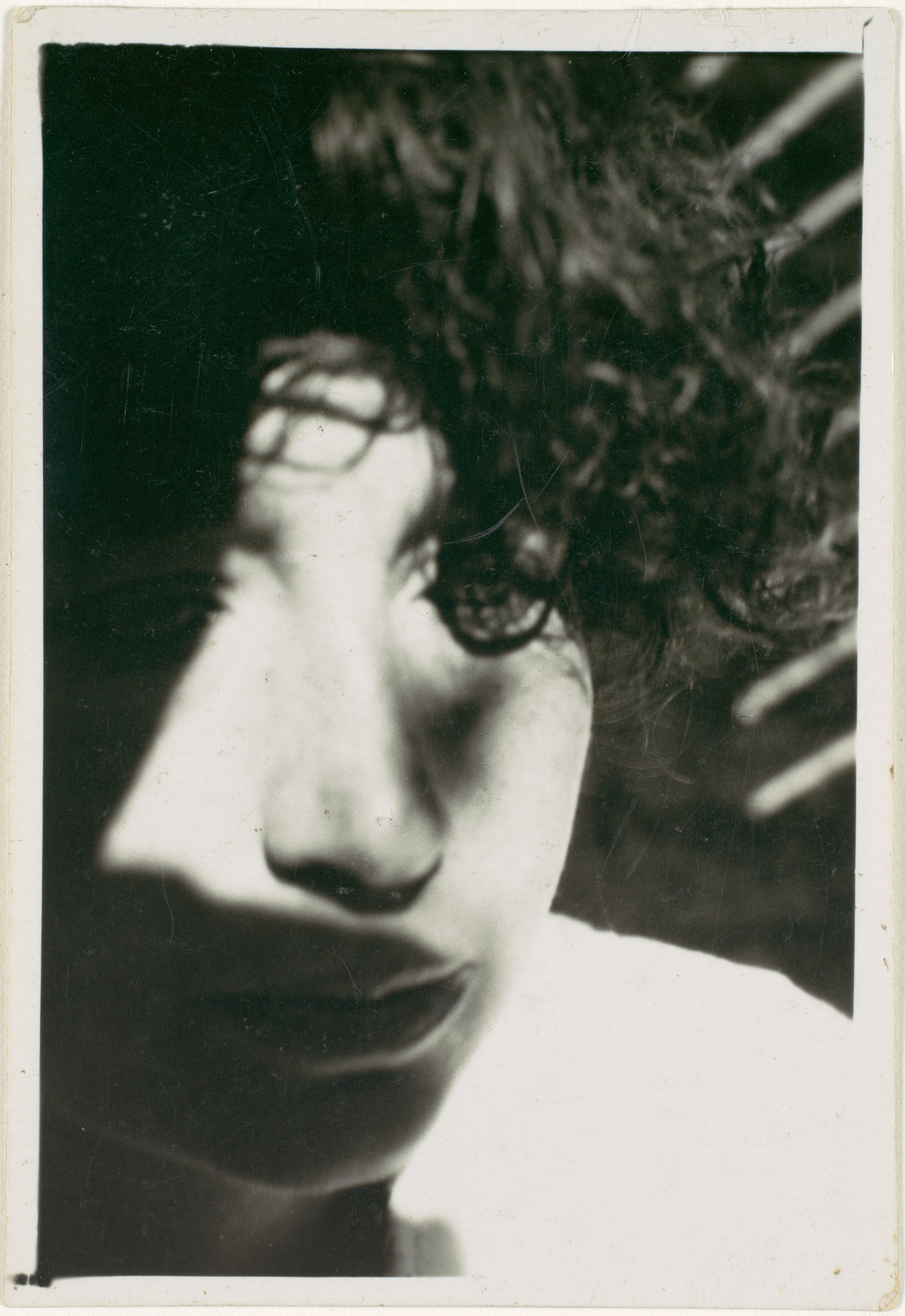
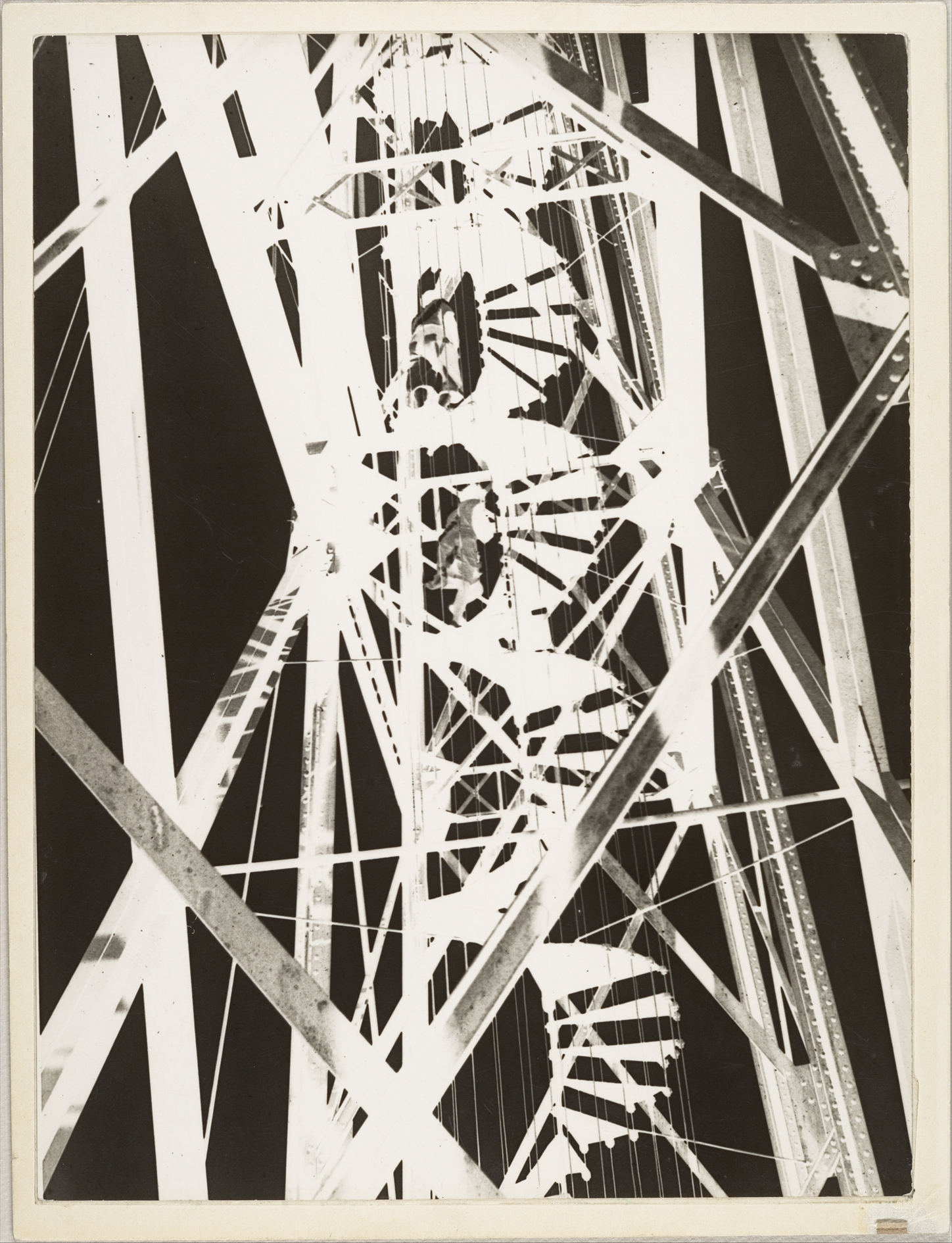
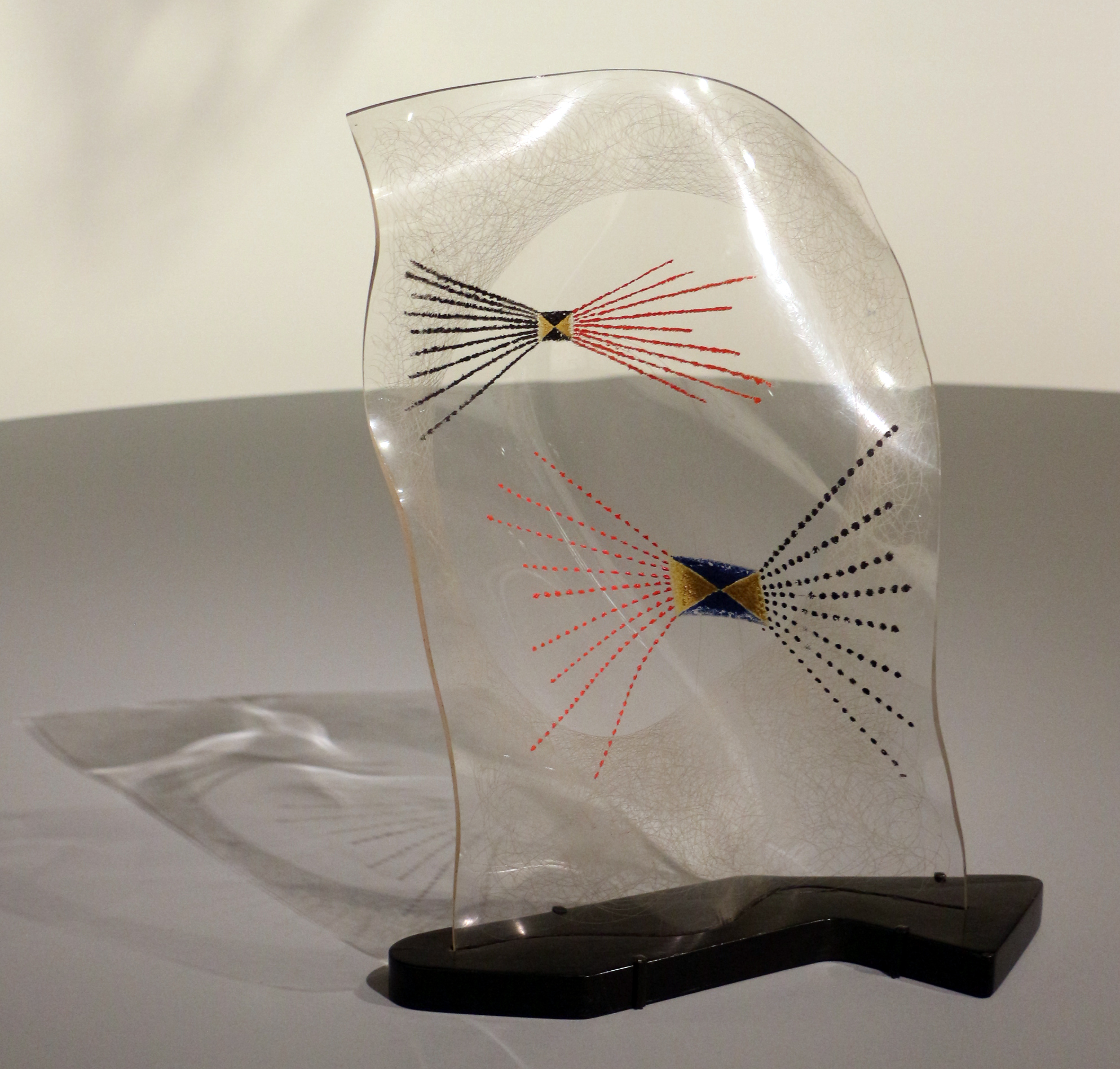

## 名前の由来
ナジ・ラースローという自らの名がありふれていたため、自分が育った（現在はセルビア領）バーチ・ボドログ城県（Bács-Bodrog vármegye ）ゼンタ郡（zentai járás ）モホル町（Mohol nagyközség ）の町名を形容詞にモホリ（Moholi ）を作り、それを古風な表記に替えモホリ＝ナジ（Moholy-Nagy ）という二重姓を作り名乗った。

## 表記について
日本では彼の名前の表記が複数ある。日本においてはハンガリー語を元にした「モホリ＝ナジ」（正）や「モホイ＝ナジ」（誤読）ドイツ語を元にした「モホリ＝ナギ」英語を元にした「モホリ＝ナジ」のような複数の表記が併存すると思われ、今後いずれかの読み方に一本化される可能性は低いと考えられる。 
ハンガリー語でlyは通常は[j]と発音されるため、ハンガリー語ではMoholyは[ˈmohoj]と発音されるとの誤解が（ハンガリー人も含めて）存在するが、実は末尾のyは母音のiの旧字体で、彼が育ったモホル（Mohol ）の出身者という意味のMoholiを古風に表記しただけであるので、実際の発音は[ˈmoholi]（モホリ）である。
基本的にはハンガリー人であるために見出しは「モホリ＝ナジ・ラースロー」。なお彼の本名Weisz [ˈveis] の読みも「ヴァイス」とするのはドイツ語読みで、この場合はハンガリー語読みで「ヴェイス」。

## 著書
- 『ザ ニュー ヴィジョン ある芸術家の要約』 大森忠行訳、ダヴィッド社、1967年
- 『バウハウスの舞台　<バウハウス叢書4>』 オスカー・シュレンマー、ファルカス・モルナール共著、利光功訳、中央公論美術出版、1991年、新装普及版 2020年
- 『絵画・写真・映画　<バウハウス叢書8>』 利光功訳、中央公論美術出版、1993年、新装普及版 2020年
- 『材料から建築へ　<バウハウス叢書14>』 宮島久雄訳、中央公論美術出版、1992年、新装普及版 2019年